# Thor golpeando a la serpiente Midgard
Thor golpeando a la serpiente Midgard es una pintura de 1790 del artista suizo Henry Fuseli. Describe uno de los mitos más populares en la mitología germánica, el viaje de pesca de Thor, conocido por Fuseli a través del libro de P. H. Mallet de 1755 Introducción à l'histoire du Dannemarc, traducido al inglés por Thomas Percy en 1770 como Antigüedades Del Norte. El desnudo y musculoso Thor está en la barca de Hymir con el Jörmungandr en su anzuelo.
Esta pintura se conserva en la Royal Academy of Arts, en Londres.